# Präsidentschaftswahl in den Vereinigten Staaten/Details der Wahlergebnisse
Die Seite Details der Wahlergebnisse der Präsidentschaftswahlen in den Vereinigten Staaten gibt in einer Übersicht weiterführende Informationen zu den einzelnen Wahlen. Sechs unterschiedliche Farben stehen jeweils für eine Partei. Pfeilsymbole vor den Namen der Politiker geben Auskunft über ihre eventuell vorangegangenen Kandidaturen oder (Vize-)Präsidentschaften.

## Übersicht der Wahlergebnisse
| Amts- zeit | Wahl- jahr | Präs.- Nr. | Gewinner (Präsident)                      | Andere bedeutende Kandidaten Kandidaten für das Vizepräsidentenamt | Vizepräsident                                  | VizeP. Nr.  |
| 1          | 1789       | 01.        | George Washington                         | John Adams (parteilos) John Jay (parteilos) Robert H. Harrison (parteilos) John Rutledge (parteilos) | → John Adams                                   | 1.          |
| 2          | 1792       | 01.        | George Washington                         | ↓ ⇙ John Adams (Föderalist) George Clinton (Demokr.-Republik. Partei) | →,↘ ↓ John Adams                               | 1.          |
| 3          | 1796       | 02.        | ↙ ⇙,(↙ ⇙) John Adams                      | Thomas Jefferson (Demokr.-Republik. Partei) Thomas Pinckney (Föderalist) Aaron Burr (Demokr.-Republik. Partei) Samuel Adams (Demokr.-Republik. Partei) Oliver Ellsworth (Föderalist) ↓ George Clinton (Demokr.-Republik. Partei) | → Thomas Jefferson                             | 2.          |
| 4          | 1800       | 03.        | ↙ ⇙ Thomas Jefferson                      | ↓ Aaron Burr (Demokr.-Republik. Partei) ⇘,(↓ ⇙,↓ ⇙) John Adams (Föderalist) Charles Cotesworth Pinckney (Föderalist) | →,↘ Aaron Burr                                 | 3.          |
| 5          | 1804       | 03.        | ↙ ⇙ Thomas Jefferson                      | ↓Charles Cotesworth Pinckney (Föderalist) | (↘,↘) George Clinton †                         | 4.          |
| 6          | 1808       | 04.        | James Madison                             | ↓,(↓) Charles Cotesworth Pinckney (Föderalist) | (↘,↘) George Clinton †                         | 4.          |
| 7          | 1812       | 04.        | James Madison                             | DeWitt Clinton (Föderalist /Friedenspartei) | Elbridge Gerry †                               | 5.          |
| 8          | 1816       | 05.        | James Monroe                              | Rufus King (Föderalist) | Daniel D. Tompkins                             | 6.          |
| 9          | 1820       | 05.        | James Monroe                              | (kein Gegenkandidat) | Daniel D. Tompkins                             | 6.          |
| 10         | 1824(2)    | 06.        | John Quincy Adams                         | Andrew Jackson(2) (Demokr.-Republik. Partei) William H. Crawford (Demokr.-Republik. Partei) Henry Clay (Demokr.-Republik. Partei)                                                                                                | John C. Calhoun Partei gewechselt.             | 7.          |
| 11         | 1828       | 07.        | ↙Andrew Jackson                           | ⇘ John Quincy Adams (Nationalrepublikanische Partei) | John C. Calhoun Partei gewechselt.             | 7.          |
| 12         | 1832       | 07.        | ↙Andrew Jackson                           | (↓) Henry Clay (Nationalrepublikanische Partei) William Wirt (Anti-Masonic Party) John Floyd (Nullifier Partei („Die Unabhängigen“))                                                                                             | Martin Van Buren                               | 8.          |
| 13         | 1836       | 08.        | ⇙ Martin Van Buren                        | William Henry Harrison (Whig) Hugh Lawson White (Whig-Partei) Daniel Webster (Whig-Partei) Willie P. Mangum (Whig mit Stimmen der Nullifiers)                                                                                    | Richard Mentor Johnson                         | 9.          |
| 14         | 1840       | 09. 10.    | ↙ William Henry Harrison † ⇐ John Tyler   | ⇘,(⇙) Martin Van Buren (Demokratische Partei) | John Tyler nicht besetzt (aufgerückt)          | 10.         |
| 15         | 1844(1)    | 11.        | James K. Polk                             | (↓,↓) Henry Clay (Whig-Partei) James G. Birney (Liberty Party) | George M. Dallas                               | 11.         |
| 16         | 1848(1)    | 12. 13.    | Zachary Taylor † ⇐ Millard Fillmore       | Lewis Cass (Demokratische Partei) (↓,⇘,⇙) Martin Van Buren (Free Soil Party) | Millard Fillmore nicht besetzt (aufgerückt)    | 12.         |
| 17         | 1852       | 14.        | Franklin Pierce                           | Winfield Scott (Whig-Partei) John P. Hale (Free Soil Party) | William R. King †                              | 13.         |
| 18         | 1856(1)    | 15.        | James Buchanan                            | John C. Frémont (Republikanische Partei) (⇙ ⇘) Millard Fillmore (American Party/ (Whig) ) | John C. Breckinridge                           | 14.         |
| 19         | 1860(1)    | 16. 17.    | Abraham Lincoln †† ⇐ Andrew Johnson       | Stephen A. Douglas (Nördliche Demokratische Partei) ⇙ John C. Breckinridge (Südliche Demokratische Partei) John Bell (Constitutional Union Party)                                                                                | Hannibal Hamlin                                | 15.         |
| 20         | 1864       | 16. 17.    | Abraham Lincoln †† ⇐ Andrew Johnson       | George B. McClellan (Demokratische Partei) | Andrew Johnson nicht besetzt (aufgerückt)      | 16.         |
| 21         | 1868       | 18.        | Ulysses S. Grant                          | Horatio Seymour (Demokratische Partei) | Schuyler Colfax                                | 17.         |
| 22         | 1872       | 18.        | Ulysses S. Grant                          | Horace Greeley (Demokratische Partei /Liberalrepublikaner) | Henry Wilson †                                 | 18.         |
| 23         | 1876(3)    | 19.        | Rutherford B. Hayes                       | Samuel J. Tilden(3) (Demokratische Partei) | William A. Wheeler                             | 19.         |
| 24         | 1880(1)    | 20. 21.    | James A. Garfield †† ⇐ Chester A. Arthur  | Winfield Scott Hancock (Demokratische Partei) James B. Weaver (Greenback Party) | Chester A. Arthur nicht besetzt (aufgerückt)   | 20.         |
| 25         | 1884(1)    | 22.        | Grover Cleveland                          | James G. Blaine (Republikanische Partei) Benjamin Franklin Butler (Greenback Party/Anti-Monopolist) John St. John (Prohibition Party)                                                                                            | Thomas A. Hendricks †                          | 21.         |
| 26         | 1888(2)    | 23.        | Benjamin Harrison                         | ⇘ Grover Cleveland(2) (Demokratische Partei) Clinton B. Fisk (Prohibition Party) Alson Streeter (Union Labor Party) | Levi P. Morton                                 | 22.         |
| 27         | 1892(1)    | 24.        | ↙,(⇓) Grover Cleveland                    | ⇘ Benjamin Harrison (Republikanische Partei) (↓) James B. Weaver (Populist Party) John Bidwell (Prohibition Party) | Adlai Ewing Stevenson                          | 23.         |
| 28         | 1896       | 25. (26.)  | William McKinley †† ⇐ Theodore Roosevelt  | William Jennings Bryan (Demokratische Partei /Populist Party) | Garret Hobart †                                | 24.         |
| 29         | 1900       | 25. (26.)  | William McKinley †† ⇐ Theodore Roosevelt  | ↓ William Jennings Bryan (Demokratische Partei) John G. Woolley (Prohibition Party) | Theodore Roosevelt nicht besetzt (aufgerückt)  | 25.         |
| 30         | 1904       | 26.        | ⇓ ⇙ Theodore Roosevelt                    | Alton B. Parker (Demokratische Partei) Eugene V. Debs (Sozialistische Partei) Silas C. Swallow (Prohibition Party) | Charles W. Fairbanks                           | 26.         |
| 31         | 1908       | 27.        | William Howard Taft                       | (↓,↓) William Jennings Bryan (Demokratische Partei) ↓ Eugene V. Debs (Sozialistische Partei) Eugene W. Chafin (Prohibition Party)                                                                                                | James S. Sherman †                             | 27.         |
| 32         | 1912(1)    | 28.        | Woodrow Wilson                            | (⇘,⇘ ⇙) Theodore Roosevelt (Progressive Party) ⇘ William Howard Taft (Republikanische Partei) ↓,(↓) Eugene V. Debs (Sozialistische Partei) ↓ Eugene W. Chafin (Prohibition Party)                                                | Thomas Riley Marshall                          | 28.         |
| 33         | 1916(1)    | 28.        | Woodrow Wilson                            | Charles Evans Hughes (Republikanische Partei) Allan Louis Benson (Sozialistische Partei) Frank Hanly (Prohibition Party) | Thomas Riley Marshall                          | 28.         |
| 34         | 1920       | 29. (30.)  | Warren G. Harding † ⇐ Calvin Coolidge     | James M. Cox (Demokratische Partei) (↓,↓,↓) Eugene V. Debs (Sozialistische Partei) Parley P. Christensen (Farmer-Labor Party) | Calvin Coolidge nicht besetzt (aufgerückt)     | 29.         |
| 35         | 1924       | 30.        | ⇓ ⇙ Calvin Coolidge                       | John W. Davis (Demokratische Partei) Robert M. La Follette (Progressive Party/Sozialistische Partei) | Charles G. Dawes                               | 30.         |
| 36         | 1928       | 31.        | Herbert Hoover                            | Al Smith (Demokratische Partei) | Charles Curtis                                 | 31.         |
| 37         | 1932       | 32. (33.)  | Franklin D. Roosevelt † ⇐ Harry S. Truman | ⇘ Herbert Hoover (Republikanische Partei) Norman Thomas (Sozialistische Partei) | John Nance Garner                              | 32.         |
| 38         | 1936       | 32. (33.)  | Franklin D. Roosevelt † ⇐ Harry S. Truman | Alf Landon (Republikanische Partei) William Lemke (Union Party) | John Nance Garner                              | 32.         |
| 39         | 1940       | 32. (33.)  | Franklin D. Roosevelt † ⇐ Harry S. Truman | Wendell Willkie (Republikanische Partei) | Henry A. Wallace                               | 33.         |
| 40         | 1944       | 32. (33.)  | Franklin D. Roosevelt † ⇐ Harry S. Truman | Thomas E. Dewey (Republikanische Partei) | Harry S. Truman nicht besetzt (aufgerückt)     | 34.         |
| 41         | 1948(1)    | 33.        | ⇓ ⇙ Harry S. Truman                       | ↓ Thomas E. Dewey (Republikanische Partei) Strom Thurmond (Dixiecrats) (⇙) Henry A. Wallace (Progressive Party) | Alben W. Barkley                               | 35.         |
| 42         | 1952       | 34.        | Dwight D. Eisenhower                      | Adlai Ewing Stevenson II (Demokratische Partei) | Richard Nixon                                  | 36.         |
| 43         | 1956       | 34.        | Dwight D. Eisenhower                      | ↓ Adlai Ewing Stevenson II (Demokratische Partei) | Richard Nixon                                  | 36.         |
| 44         | 1960(1)    | 35. (36.)  | John F. Kennedy †† ⇐ Lyndon B. Johnson    | ⇙ Richard Nixon (Republikanische Partei) | Lyndon B. Johnson nicht besetzt (aufgerückt)   | 37.         |
| 45         | 1964       | 36.        | ⇓ ⇙ Lyndon B. Johnson                     | Barry Goldwater (Republikanische Partei) | Hubert H. Humphrey                             | 38.         |
| 46         | 1968(1)    | 37. [38.]  | (⇙,↙) Richard Nixon ⇐ Gerald Ford         | ⇙ Hubert H. Humphrey (Demokratische Partei) George Wallace (American Independent Party) | Spiro Agnew (Gerald Ford) (Nelson Rockefeller) | 39. 40. 41. |
| 47         | 1972       | 37. [38.]  | (⇙,↙) Richard Nixon ⇐ Gerald Ford         | George McGovern (Demokratische Partei) John G. Schmitz (American Independent Party) | Spiro Agnew (Gerald Ford) (Nelson Rockefeller) | 39. 40. 41. |
| 48         | 1976       | 39.        | Jimmy Carter                              | ⇘ ⇙ Gerald Ford (Republikanische Partei) | Walter Mondale                                 | 42.         |
| 49         | 1980       | 40.        | Ronald Reagan                             | ⇘ Jimmy Carter (Demokratische Partei) John B. Anderson (Unabhängig) Ed Clark (Libertarian Party) | George H. W. Bush                              | 43.         |
| 50         | 1984       | 40.        | Ronald Reagan                             | (⇙) Walter Mondale (Demokratische Partei) | George H. W. Bush                              | 43.         |
| 51         | 1988       | 41.        | ⇙ George H. W. Bush                       | Michael Dukakis (Demokratische Partei) | Dan Quayle                                     | 44.         |
| 52         | 1992(1)    | 42.        | Bill Clinton                              | ⇘,(⇙) George H. W. Bush (Republikanische Partei) Ross Perot (Unabhängig) | Al Gore                                        | 45.         |
| 53         | 1996(1)    | 42.        | Bill Clinton                              | Bob Dole (Republikanische Partei) ↓ Ross Perot (Reform Party) | Al Gore                                        | 45.         |
| 54         | 2000(2)    | 43.        | George W. Bush                            | ⇙ Al Gore(2) (Demokratische Partei) Ralph Nader (Green Party) | Dick Cheney                                    | 46.         |
| 55         | 2004       | 43.        | George W. Bush                            | John Kerry (Demokratische Partei) | Dick Cheney                                    | 46.         |
| 56         | 2008       | 44.        | Barack Obama                              | John McCain (Republikanische Partei) | Joe Biden                                      | 47.         |
| 57         | 2012       | 44.        | Barack Obama                              | Mitt Romney (Republikanische Partei) | Joe Biden                                      | 47.         |
| 58         | 2016(2)    | 45.        | Donald Trump                              | Hillary Clinton (Demokratische Partei) | Mike Pence                                     | 48.         |
| 59         | 2020       | 46.        | Joe Biden                                 | Donald Trump (Republikanische Partei) | Kamala Harris                                  | 49.         |

## Legende und Erklärungen
| Bedeutung der Farben & Statistik: \| 6 Parteien und deren Farben \| 45 Präsidenten \| 48 Vizepräsidenten \| \| Parteiloser \| 1 \| 0 \| \| Föderalistische Partei \| 1 \| 1 \| \| Demokratisch-Republikanische Partei \| 4 \| 6 \| \| Demokratische Partei \| 16 \| 18 \| \| Whig-Partei \| 4 \| 2 \| \| Republikanische Partei \| 19 \| 21 \| Bedeutung der Pfeilsymbole vor den Namen 0.) Allgemeine Erklärung: Die Pfeilsymbole zeigen die vorangegangenen Kandidaturen oder (Vize-)Präsidentschaften eines Politikers. Dabei liegt den Symbolen folgendes Prinzip zugrunde: - Die Pfeile stehen immer vor dem Namen des entsprechenden Politikers und zeigen aus der Richtung, in der sich die Tabellenspalte mit seinem früheren Amt befindet. Für einen Kandidaten zum Beispiel (mittige Spalte), der früher schon einmal Vizepräsident war (Spalte rechts davon), zeigt der Pfeil von rechts; war er früher schon einmal Präsident (Spalte links davon), dann zeigt der Pfeil auch von links. - →,⇐ Horizontale Pfeile beziehen sich auf dieselbe Amtszeit. - ↘,↙,↓,⇙,⇓,⇘ Schräge oder senkrechte Pfeile beziehen sich auf die direkt vorangegangene Wahl/Amtszeit. - Pfeile in Klammern beziehen sich auf frühere, nicht aber die direkt vorangegangene Wahl/Amtszeit. - Pfeile mit Komma getrennt deuten darauf hin, dass ein Politiker bereits an mehreren früheren Wahlen/Amtszeiten teilgenommen hat. (z. B.: (⇘,⇙) Theodore Roosevelt (32. Amtszeit) war früher Präsident und in einer anderen vorangegangenen Amtszeit Vizepräsident.) - Pfeile ohne Komma und nur mit Leerzeichen getrennt deuten darauf hin, dass ein Politiker mehrere Ämter in einer Amtszeit innehatte. (z. B.: (⇙ ⇘) Millard Fillmore (18. Amtszeit) war in einer früheren Amtszeit erst Vize- und dann Präsident) 1.) Bedeutung der Pfeile für Personen mit vorangegangenen Kandidaturen (einfache Pfeile →,↘,↙,↓): → Person war bei derselben Wahl auch Präsidentschaftskandidat gewesen, erhielt dabei die zweithöchste Stimmenzahl und wurde Vizepräsident. Diese Regelung galt bis 1800. Ab 1804 trat der 12. Zusatzartikel zur Verfassung in Kraft. ↘ Vizepräsident war bei der direkt vorangegangenen Wahl schon Kandidat gewesen. (↘,↘) Vizepräsident war bei früheren Wahlen, aber nicht der direkt vorangegangenen Wahl schon mehrmals Kandidat gewesen. ↙ Präsident war bei der direkt vorangegangenen Wahl schon Kandidat gewesen. ↓ Kandidat war bei der direkt vorangegangenen Wahl schon Kandidat gewesen. (↓) Kandidat war bei früheren Wahlen, aber nicht der direkt vorangegangenen Wahl schon einmal Kandidat gewesen. (↓,↓) Kandidat war bei früheren Wahlen, aber nicht der direkt vorangegangenen Wahl schon mehrmals Kandidat gewesen. 2.) Bedeutung der Pfeile für Personen mit vorangegangener Vizepräsidentschaft (doppelte Pfeile von rechts oder rechts oben ⇐,⇙): ⇐ Präsident war in derselben Periode erst Vizepräsident und rückte dann als Präsident nach. ⇙ Präsident oder Kandidat war in der direkt vorangegangenen Periode schon Vizepräsident. (⇙) Präsident oder Kandidat war schon in einer früheren, nicht aber der direkt vorangegangenen Periode Vizepräsident. 3.) Bedeutung der Pfeile für Personen mit vorangegangener Präsidentschaft (doppelte Pfeile von oben oder links oben ⇓,⇘): ⇓ Präsident war in der direkt vorangegangenen Periode schon Präsident (aber nur, weil er vom Amt des Vizepräsidenten nachgerückt war). (⇓) Präsident war in einer früheren, nicht aber der direkt vorangegangenen Periode schon einmal Präsident. (trifft nur auf Grover Cleveland (22. und 24.) zu) ⇘ Kandidat war in der direkt vorangegangenen Periode schon Präsident, unterlag also bei seiner versuchten Wiederwahl. (⇘) Kandidat war in einer früheren, nicht aber der direkt vorangegangenen Periode schon einmal Präsident. Bedeutung der Symbole hinter den Namen: † Politiker starb während seiner Amtszeit. Im Falle eines Präsidenten bedeutete das, dass dessen Amt vom Vizepräsidenten übernommen wurde. †† Präsident wurde während seiner Amtszeit ermordet und anschließend durch seinen Vizepräsidenten ersetzt. |                |                    |
| 6 Parteien und deren Farben | 45 Präsidenten | 48 Vizepräsidenten |
| Parteiloser | 1              | 0                  |
| Föderalistische Partei | 1              | 1                  |
| Demokratisch-Republikanische Partei | 4              | 6                  |
| Demokratische Partei | 16             | 18                 |
| Whig-Partei | 4              | 2                  |
| Republikanische Partei | 19             | 21                 |

Fußnoten zum Wahlausgang:
1 Gewinner erreichte zwar die relative, aber nicht die absolute Mehrheit aller Wählerstimmen. (1844, 1848, 1856, 1860, 1880, 1884, 1892, 1912, 1916, 1948, 1960, 1968, 1992, 1996)
2 Verlierer erreichte die relative, nicht aber die absolute Mehrheit aller Wählerstimmen. (1824, 1888, 2000, 2016)
3 Verlierer erreichte sogar die absolute Mehrheit aller Stimmen am Wahltag. (1876)
(In allen anderen, hier nicht aufgeführten Wahljahren erreichte der Gewinner die absolute Mehrheit aller Wählerstimmen.)
Hinweise zur Tabelle und Bemerkungen:
1. ↑  Die 3. Spalte der Tabelle (Überschrift „Präs.Nr.“) führt die Nummer des Präsidenten im Amt. Grover Cleveland wird wegen seiner getrennten Amtszeiten doppelt gezählt (Nr. 22 und Nr. 24).
2. 1 2  Fettgedruckte (Vize-)Präsidenten konnten mehr als eine Wahl gewinnen: 13 Präsidenten gewannen zwei aufeinanderfolgende Wahlen, Franklin D. Roosevelt gewann als einziger vier (aufeinanderfolgende) Wahlen, Grover Cleveland gewann als einziger zwei nicht direkt aufeinanderfolgende Wahlen. 11 Vizepräsidenten waren zwei (aufeinanderfolgende) Amtszeiten im Amt.
3. ↑  Als „bedeutender Kandidat“ wird hier jeder Kandidat gezählt, der mindestens 1 % der Stimmen am Wahltag für Wahlen seit einschließlich 1824 oder der mindestens fünf Wahlmännerstimmen für Wahlen bis einschließlich 1820 erhielt. (Diese Spalte ist eventuell nicht vollständig.)
4. ↑  Die 7. Spalte der Tabelle (Überschrift „VizeP.Nr.“) führt die Nummer des Vizepräsidenten im Amt.
5. 1 2  John Adams war zuerst parteilos, galt ab 1792 als Föderalist, das heißt als Anhänger der Politik George Washingtons. Erst 1794 kam es zur ordentlichen Gründung der Föderalistischen Partei.(Für die Statistik zählt er als Föderalist.)
6. 1 2  Bei der Wahl 1792 gab es quasi keinen Gegenkandidaten zu George Washington, der ohne Gegenstimme zum Präsidenten gewählt wurde. Daher wurde für die Bestimmung des Vizepräsidenten eine zweite Wahl abgehalten, bei der es auch mehrere Kandidaten gab. John Adams ging aus dieser Wahl als Sieger hervor.
7. 1 2 3  Es gab in der Geschichte der USA insgesamt zwei Amtszeiten, in denen Präsident und Vizepräsident zwei unterschiedlichen Parteien angehörten: In der Amtszeit von 1796 bis 1800 (Nr. 3) gehörte Thomas Jefferson der Demokratisch-Republikanischen Partei an, während sein Vizepräsident John Adams Föderalist war. Die 20. Amtszeit von 1864 bis 1868 gehörte dem republikanischen Präsidenten Abraham Lincoln und seinem demokratischen Vizepräsidenten Andrew Johnson.
War das erste Auftreten des Falles einer ungleichen Parteizugehörigkeit von Präsident und Vizepräsident noch dem alten Wahlsystem von vor 1804 geschuldet, so war beim zweiten Mal die Gründung einer neuen Partei relativ zeitnah vorausgegangen: 1864 amtierte mit Abraham Lincoln der erste republikanische Präsident der USA. (Ähnliches passierte bereits 1828, als mit Andrew Jackson erstmals ein Demokrat Präsident wurde und dieser vom damals noch zur Demokratisch-Republikanische Partei gehörenden John C. Calhoun unterstützt wurde. Als Jackson gewann und Calhoun dessen Vizepräsident wurde, kann John C. Calhoun zu den Demokraten gezählt werden.)
8. 1 2  Offiziell galt 1800 noch die Regelung, das der Zweitplatzierte zum Vizepräsidenten ernannt wird. Innerhalb der Republikaner galt Thomas Jefferson jedoch als Quasi-Spitzenkandidat und Aaron Burr als Kandidat für das Vizepräsidentenamt.
9. 1 2 3 4  Ist die Nummer eines Präsidenten in runden Klammern gesetzt, so bedeutet dies, dass der jeweilige Präsident noch nicht gewählt wurde, sondern nur vom Amt des Vizepräsidenten auf das Präsidentenamt nachgerückt war und in der darauf folgenden Wahl dann selbst siegen konnte.
10. 1 2 3 4  Nach dem Rücktritt des Vizepräsidenten Spiro Agnew in seiner zweiten Amtszeit wurde Gerald Ford von Richard Nixon zum neuen Vizepräsidenten ernannt. Damit war zum ersten Mal in der Geschichte der USA eine Person in das vakant gewordene Amt des Vizepräsidenten nachrückt. Dies war möglich, seit dem 1967 der 25. Zusatzartikel zur Verfassung der Vereinigten Staaten verabschiedet wurde.
Nachdem Nixon dann ein Jahr später selbst zurücktrat, rückte Ford als 38. US-Präsident nach. Er war somit der erste und bisher einzige Präsident der USA, der nie gewählt wurde. [daher die eckige Klammer um die Präsidenten-Nummer 38 in der Tabelle] Somit fand gleich darauf der 25. Zusatzartikels bereits zum zweiten Mal Anwendung und Nelson Rockefeller wurde von Gerald Ford auf den freigewordenen Stuhl des Vizepräsidenten gesetzt. Bei der direkt darauf folgenden Wahl 1976 unterlag Ford schließlich dem Demokraten Jimmy Carter.